# Косьмин, Дмитрий Александрович
Дми́трий Алекса́ндрович Косьми́н (1925—2003) — советский И российский художник. Народный художник Российской Федерации (2000).

## Биография
Родился в Омске в 1925 году в семье агронома.
В возрасте 7 лет вместе с родителями переехал в Казахстан, откуда, не окончив школу, ушёл на фронт Великой Отечественной войны добровольцем.
После окончания войны работал художником сцены Казахского драматического театра в Джамбуле.
В 1946—1948 гг. учился в Ташкентском художественном училище у П. П. Бенькова. Затем учился в Ленинградском художественном училище (1949—1950), в 1952 окончил Московское художественное училище памяти 1905 года.
Жил и работал в Москве. Первым творческим экзаменом было его участие во Всесоюзной художественной выставке (работа «Вечер в рыбацком посёлке», 1954 год). Приверженность к жанровому пейзажу и интерес к природе своей страны обусловил его длительные поездки в разные её регионы. География картин художника простирается от перелесков Подмосковья, до знойных пейзажей Средней Азии, от сурового Мурманска, до жанровых сцен сплава леса на Енисее.
Побывав в различных городах Франции, Италии, Чехословакии, художник запечатлел облик этих стран и архитектурные памятники, увиденные «глазами советского художника».
Умер в 2003 году в Москве.

## Награды и звания
- Орден Отечественной войны I степени.
- Медаль «За отвагу».
- Народный художник Российской Федерации (2000).
- Заслуженный художник РСФСР (1970).